# W 상태
W 상태(영어: W state)는 브라-켓 표기법에서 다음 형태를 갖는 세 큐비트의 얽힌 양자 상태이다.
{\displaystyle |\mathrm {W} \rangle ={\frac {1}{\sqrt {3}}}(|001\rangle +|010\rangle +|100\rangle )}
이는 특정 유형의 다자 얽힘을 나타내고 양자 정보 이론의 여러 응용 분야에서 발생한다는 점에서 주목할 만하다. 이 상태로 준비된 입자는 국소 은닉 변수(local hidden variable)의 고전 이론으로는 양자 역학의 예측을 생성할 수 없다고 명시하는 벨 부등식의 속성을 재현한다. 이 상태는 2000년에 기프레 비달 및 이그나시오 시락과 함께 이 상태를 처음 보고한 볼프강 뒤르의 이름인 W에서 따왔다.

## 속성

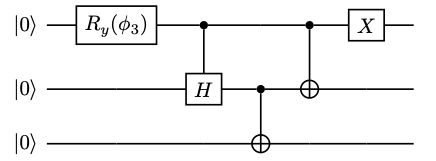
2개 및 단일 큐비트 양자 게이트를 사용하여 3 큐비트- 상태를 생성하는 양자 회로. 즉, Ry-회전 게이트, 제어된 하마르다르 게이트, 2개의 CNOT 게이트 및 X 게이트. 회전 각도는 이다.

W 상태는 세 큐비트 상태의 두 비분리성 클래스 중 하나를 대표하며, 다른 하나는 그린버거-호른-자일링거 상태(Greenberger–Horne–Zeilinger state)인 {\displaystyle |\mathrm {GHZ} \rangle =(|000\rangle +|111\rangle )/{\sqrt {2}}}이다. {\displaystyle |\mathrm {W} \rangle }와 {\displaystyle |\mathrm {GHZ} \rangle } 상태는 국소 양자 연산(local quantum operations)을 통해 (확률적으로도) 서로 변환될 수 없으므로 두 가지 매우 다른 종류의 삼자 얽힘을 나타낸다.
이러한 차이는 예를 들어 W 상태의 다음과 같은 흥미로운 속성으로 설명된다. 세 큐비트 중 하나가 손실되더라도 나머지 2큐비트 시스템의 상태는 여전히 얽혀 있다. W형 얽힘의 이러한 강인함은 한 큐비트가 손실된 후 완전히 분리되는 GHZ 상태와는 크게 대조된다.
W 클래스의 상태는 다자 얽힘 측정을 통해 다른 모든 3큐비트 상태와 구별될 수 있다. 특히 W 상태는 모든 이분할에 걸쳐 0이 아닌 얽힘을 가지지만 3-탱글(3-tangle)은 0이 되며, 이는 GHZ형 상태에서는 0이 아니다.

## 일반화
W 상태의 개념은 {\displaystyle n} 큐비트로 일반화되었으며 이때는 큐비트 중 정확히 하나가 "들뜬 상태" {\displaystyle |1\rangle }이고 다른 모든 큐비트가 "바닥 상태" {\displaystyle |0\rangle }인 모든 가능한 순수 상태의 동일한 확장 계수를 가진 양자 중첩을 나타낸다.
{\displaystyle |\mathrm {W} \rangle ={\frac {1}{\sqrt {n}}}(|100...0\rangle +|010...0\rangle +...+|00...01\rangle ).}
입자 손실에 대한 강인함과 (일반화된) GHZ 상태와의 LOCC-불일치성 모두 {\displaystyle n}-큐비트 W 상태에서도 유효하다.

## 응용
단일 큐비트가 많은 2단계 시스템 앙상블에 저장되는 시스템에서 논리적 "1"은 종종 W 상태로, 논리적 "0"은 상태 {\displaystyle |00...0\rangle }으로 표현된다. 여기서 입자 손실에 대한 W 상태의 강인함은 이러한 앙상블 기반 양자 메모리의 우수한 저장 속성을 보장하는 매우 유익한 속성이다.

## 같이 보기
- NOON 상태